# Pollyanna Dutra
Yasnaia Pollyanna Werton Dutra (Natal, 18 de julho de 1977) é uma médica veterinária, gestora pública e política brasileira. Atualmente, exerce a função de secretária de Estado do Desenvolvimento Humano (SEDH) da Paraíba. Foi prefeita da cidade de Pombal por dois mandatos, entre 2008 e 2016, e deputada estadual do estado da Paraíba, em 2018. Nas eleições de 2022, Pollyanna concorreu ao Senado da República na chapa majoritária encabeçada pelo governador João Azevêdo Lins, alcançando a marca de quase 500 mil votos e ocupando o segundo lugar na disputa.

## Família, educação e carreira
Nascida em Natal, localizada no Rio Grande do Norte, em 18 de julho de 1977, Pollyanna Dutra é a caçula de três filhas de Lídia Dantas Werton, professora aposentada, e Francisco das Chagas, ex-policial federal. Aos 3 anos de idade, Pollyanna saiu com a família da capital potiguar para morar em Pombal, no Sertão da Paraíba.
Pollyanna foi casada com o prefeito de Pombal, Jario Vieira Feitosa, que faleceu em um acidente automobilístico em setembro de 2007, no curso do mandato. Com Jario, ela teve um filho, Pedro Werton Feitosa, nascido em 2003 e atual pré-candidato a prefeito de Pombal. Atualmente, Pollyanna é casada com o ex-prefeito de Brejo do Cruz, Francisco Dutra, mais conhecido como Barão, com quem tem dois filhos: Heitor e Maria.
Formou-se em Medicina Veterinária pela Universidade Federal de Campina Grande (UFCG) e fez especialização em Metodologia do Ensino Superior pela FAFIC – PB. Atuou como pesquisadora em avicultura caipira na Empresa Brasileira de Pesquisa Agropecuária (Embrapa), no Rio Grande do Norte. Pollyanna também é formada em Gestão Pública pela Universidade Estadual da Paraíba (UEPB).
Iniciou sua vida pública em 2005 como secretária de assistência social e, posteriormente, secretária de saúde do município de Pombal. Foi presidente por dois mandatos da ASMEP – Associação dos Municípios do Médio Piranhas. Pollyanna também foi secretária-executiva (Articulação Municipal) do Governo do Estado da Paraíba, entre os anos de 2017 e 2018.

## Início da carreira política

### Prefeita de Pombal
Após a morte do Jario, seu ex-marido, Pollyanna foi convidada a concorrer à prefeitura de Pombal, em 2008, pelo Partido dos Trabalhadores (PT), e ganhou a eleição, derrotando o grupo político do qual seu marido fazia parte e que tinha o então vice-prefeito como candidato.
Com atuação voltada aos Objetivos do Desenvolvimento do Milênio (ODM), Pollyanna assumiu a prefeitura por dois mandatos, de 2008 a 2016, período no qual recebeu destaque e inúmeras premiações em nível nacional e internacional, representando, inclusive, o Brasil na Organização das Nações Unidas (ONU) pela aplicação dos ODM/ODS em sua gestão, alcançando expressivos resultados.
Além de ir à ONU, Pollyanna se destaca por ter sido uma das gestoras mais premiadas no estado, tendo sido eleita, por duas vezes, “Prefeito empreendedor” na categoria melhor projeto da Paraíba – Sebrae; recebeu a premiação ODM Brasil-Nacional; Medalha Simon Bolívar – pelo Mercosul, dentre outros reconhecimentos nacionais e internacionais.
Outro marco da gestão de excelência de Pollyanna foi a devolução de cerca de 800 cartões do Bolsa Família em Pombal, devido a melhoria dos indicadores sociais.

### Controvérsia

#### Terceiro mandato de mesma família
Ao lançar-se candidata à reeleição em 2012, seu registro de candidatura foi negado pela Justiça Eleitoral da Paraíba, e também pelo TSE, sob o fundamento de que estaria configurada a hipótese de inelegibilidade prevista em 5.º parágrafo do artigo 14 e 7.º parágrafo do artigo 14 da Constituição Federal.
Em 2014, por unanimidade de votos, o Plenário do Supremo Tribunal Federal (STF) deu provimento ao Recurso Extraordinário (RE) 758.461/PB e reformou o acórdão do Tribunal Superior Eleitoral (TSE), que havia indeferido o registro de candidatura de Yasnaia à Prefeitura de Pombal (PB), por considerar que a disputa à reeleição em 2012 configuraria o terceiro mandato consecutivo do mesmo grupo familiar, caso a candidata fosse eleita. Yasnaia Pollyanna foi eleita para o segundo mandato, disputando o pleito sub judice, e, durante o julgamento do RE, se encontrava no exercício do cargo em razão de medida liminar deferida pelo STF.

## Deputada estadual
Em 2018, Pollyanna foi eleita deputada estadual. Com uma intensa atuação, a parlamentar presidiu durante dois anos a Comissão de Constituição, Justiça e Redação (CCJ), principal Comissão da Assembleia Legislativa da Paraíba (ALPB), bem como foi vice-presidente da Comissão de Direitos da Mulher e vice-presidente e idealizadora da Comissão de Incentivo às Relações Internacionais de Negócios da ALPB, debate até então inexistente no Legislativo Estadual.
A parlamentar ainda atuou como vice-presidente da Frente Parlamentar de Empreendedorismo e Desenvolvimento Econômico; membro titular Comissão da Saúde, Saneamento, Assistência Social e Segurança Alimentar; membro titular da Frente Parlamentar de Proteção do Conjunto de Falésias do Cabo Branco; membro titular da Frente Parlamentar Ambientalista; titular da Frente Parlamentar de Enfrentamento às Drogas e Defesa da Juventude; Titular da Frente Parlamentar em Defesa dos Direitos do Consumidor; titular da Frente Parlamentar da Água e da Agricultura Familiar; suplente da Comissão de Educação, Cultura e Desporto.
Também foi presidente da Comissão de Direitos Humanos e Minorias; presidente da Frente Parlamentar pelo Desenvolvimento do Semiárido; integrante da Comissão da Mulher e da Comissão de Saúde da Assembleia Legislativa da PB.
Em quatro anos de mandato, 2019-2021, Pollyanna Dutra se consolidou como a mulher mais produtiva da ALPB, ocupando o 3º lugar geral em número de proposituras apresentadas na Casa de Epitácio Pessoa entre os 36 deputados, além do 1º lugar entre os deputados da base de sustentação do Governo do Estado da Paraíba. Ao todo, a parlamentar apresentou mais de 2.000 proposituras em 4 anos, entre Projetos de Lei, Projetos de Indicação, Requerimentos e demais matérias parlamentares.
Ao longo de quatro anos de atuação, Dutra se destacou pelas suas bandeiras de luta, sendo elas: o Sertão e o povo sertanejo, as mulheres, os jovens, os arranjos produtivos locais, os agricultores familiares e as minorias, protagonizando importantes pautas que deram voz às demandas populares de municípios ao redor de toda a Paraíba.
Entre as mais de 2000 matérias apresentadas, é possível destacar dentre as conquistas da parlamentar algumas leis e diálogos junto ao Governo do Estado, dentre elas:
- MULHERES NA POLÍTICA: Lei nº 12.064, de autoria da deputada Pollyanna Dutra, institui o Dia Estadual da Participação da Mulher na Política, com o objetivo de promover campanhas de conscientização em escolas, universidades e órgãos públicos acerca da importância da participação da mulher nos espaços políticos.[18]
- PLANOS DE SAÚDE: Lei nº 11.633/2019, de autoria da deputada Pollyanna Dutra, que dispõe sobre sanções a operadoras de planos de saúde que estabeleçam limites de tempo ou monetário para internações.[19]
- MEL DE ABELHA: Lei nº 11.677, de autoria da deputada Pollyanna Dutra (PSB), que disciplina a atividade no estado, bem como traz normas complementares acerca do selo ARTE. – Diálogo agora segue, inclusive, com estabelecimento de pontes e diálogos com diversas Secretarias de Governo e, inclusive, o mercado internacional, para a realização de exportações.[20]
- ALTERNATIVOS: No dia 06/11/2019, a ALPB promulgou a lei nº 11.943/2019, oriunda do Projeto de Lei 976/2019, da deputada Pollyanna Dutra, que traz benefícios e incentivos à categoria dos motoristas de transportes alternativos, regularizando o trabalho de inúmeros profissionais ao redor do estado.[21]
- MORTALIDADE MATERNA: O governo do estado sancionou, em maio de 2021, a lei 11.860, de autoria da deputada Pollyanna, que institui a Política Estadual de prevenção à Mortalidade Materna na Paraíba.[20]
- 2020 ANO CELSO FURTADO: O governo do estado sancionou, em 2019, a lei 11.505, que institui 2020 como o ano Celso Furtado, de autoria da deputada Pollyanna Dutra.[22]
- DIU: Lei nº 12.364/2022, de autoria da deputada Pollyanna Dutra, que proíbe, no âmbito do Estado da Paraíba, a exigência, por planos e seguros privados de saúde suplementar, do consentimento do companheiro para a inserção de Dispositivo Intrauterino (DIU).[23]

## Candidata a senadora da Paraíba em 2022
Desde 2021, após ser avaliada com uma das deputadas mais produtivas da ALPB, Pollyanna já estava com decidida a concorrer à reeleição para deputada estadual. Entretanto, o deputado federal Aguinaldo Ribeiro, que estava cotado para disputar a vaga ao Senado e que seria apoiado pelo governador, João Azevêdo, desistiu da candidatura em 15 de junho de 2022.
Faltando 10 dias para registrar a candidatura, Pollyanna foi convocada pelo governador João Azevêdo para o pleito ao Senado. Em 2 de agosto de 2022, João anunciou publicamente, através das suas redes sociais, que Pollyanna seria a candidata na chapa. Em 5 de agosto, a convenção do PSB oficializou a sua candidatura ao Senado.
Os seus principais adversários foram o deputado federal Efraim Filho (União Brasil) e o ex-governador da Paraíba, Ricardo Coutinho (PT), que estava inelegível.
Em 45 dias de campanha, Pollyanna percorreu os 223 municípios da Paraíba, sendo bem recepcionada pela maioria dos prefeitos que apoiavam João Azevêdo. No entanto, durante um comício, a ex-deputada foi vítima de violência de gênero por um prefeito que apoiava um candidato da oposição.
Pollyanna terminou a disputa ficando em segundo lugar, a frente do ex-governador da Paraíba, Ricardo Coutinho, com mais de 500 mil votos, o que representa cerca de 22,84%.

## Secretária de Estado do Desenvolvimento Humano da Paraíba
Em fevereiro de 2023, Pollyanna assumiu a pasta da Secretaria do Desenvolvimento Humano do Estado da Paraíba, que trabalha diretamente com quatro eixos principais: Segurança Alimentar e Nutricional; Assistência Social; Direitos Humanos; Economia Solidária. A sua gestão é focada na redução da fome, da pobreza e das desigualdades, bem como na oferta de oportunidades por meio da empregabilidade.
Um dos destaques à frente da pasta foi ter a Paraíba como referência nacional de execução no Programa de Aquisição de Alimentos, na modalidade Compra com Doação Simultânea (PAA-CDS). O programa compra o alimento de pequenos produtores rurais e distribui para as famílias em vulnerabilidade social nas cidades. Dentre 13 estados brasileiros, a Paraíba foi o estado que mais recebeu recursos do programa, contabilizando cerca de R$ 5.459.501,68 previstos para o investimento no ano de 2024.
Outra ação à frente da SEDH foi a ampliação de Casas da Cidadania na Paraíba, que oferecem serviços de vários órgãos estaduais, federais, municipais e da iniciativa privada, em um único ambiente, facilitando a resolução de problemas dos cidadãos. Ao lado do governador, a secretária inaugurou mais 5 unidades do serviço, registrando mais de 1.546.827 atendimentos.
O programa Cidade Madura, que tem por objetivo promover o acesso da pessoa idosa à moradia digna, à assistência à saúde e social e à qualidade de vida, também é um dos destaques da pasta assumida por Pollyanna. Atualmente, o programa conta com oito residenciais, que estão localizados nas cidades de: João Pessoa, Cajazeiras, Campina Grande, Guarabira, Sousa, Patos, Monteiro e Bayeux. Cada residencial possui 40 unidades habitacionais, que seguem as normas de acessibilidade para o público idoso.
Durante a sua gestão, realizou um intercâmbio de experiências para o Chile, que teve como objetivo direcionar e aplicar o conhecimento em políticas públicas de assistência desenvolvidas na Paraíba. Pollyanna conheceu os projetos na área do desenvolvimento social e estratégias de atuação junto às famílias necessitadas e de combate à pobreza, que são referências em toda a América Latina.
Enquanto secretária, se reuniu com o vice-presidente da República, Geraldo Alckmin, para a implantação de um Porto Seco, entre a Paraíba e o Estado de Pernambuco; e melhorias no funcionamento da Transposição do São Francisco.
Também estabeleceu relações com o ministro do Desenvolvimento Agrário e Agricultura Familiar, Paulo Teixeira; com o ministro do Desenvolvimento e Assistência Social, Família e Combate à Fome do Brasil, Wellington Dias; e com o ministro-chefe da Secretaria de Relações Institucionais da Presidência da República, Alexandre Padilha.
Em sua atuação, Pollyanna compôs importantes encontros nacionais como o Fonseas, a Comissão Intergestores Tripartite (CIT), Fórum Nacional de Secretarias Estaduais do Trabalho (FONSET) e o G20 Social.
Além de secretária, Pollyanna também é presidente da Câmara Interministerial de Segurança Alimentar e Nutricional (Caisan) e do Conselho Estadual de Assistência Social (CEAS); vice-presidente da Câmara Temática da Assistência Social do Consórcio Nordeste; membro do Colegiado de Gestores Municipais de Assistência Social da Paraíba (COEGEMAS/PB); membro do Conselho da Pessoa Idosa, do Conselho da Pessoa com Deficiência e do Conselho da Criança e do Adolescente; membro do Fórum Celso Furtado de Desenvolvimento da Paraíba.